# Petaling (Mendo Barat)
Petaling is een bestuurslaag in het regentschap Bangka van de provincie Bangka-Belitung, Indonesië. Petaling telt 5982 inwoners (volkstelling 2010).